# Sant'Angelo di Brolo
Sant'Angelo di Brolo är en ort och kommun i storstadsregionen Messina, innan 2015 i provinsen Messina, i regionen Sicilien i sydvästra Italien. Kommunen hade 2 983 invånare (2017).